# Renate Lingor
Renate Lingor, née le 11 octobre 1975 à Karlsruhe, est une footballeuse allemande évoluant au poste de milieu de terrain. Elle est internationale allemande (149 sélections).

## Biographie
Elle commence sa carrière en 1981 au SV Blankenloch à l'âge de six ans puis rejoint le Karlsruher SC en 1983. À l'âge de 14 ans, elle signe au SC Klinge Seckach et commence sa carrière professionnelle dans le championnat d'Allemagne lors de l'année 1991. Elle décide de quitter le club en 1997 pour aller au 1.FFC Frankfurt.
Elle fait sa première apparition en équipe d'Allemagne en 1995, remportant avec son équipe la médaille de bronze aux Jeux olympiques de 2000 et 2004, puis étant sacrée championne du monde en 2003 et 2007 et championne d'Europe en 2001 et 2005.
En 2006, la FIFA la nomme troisième meilleure joueuse au monde derrière Kristine Lilly et Marta.

## Palmarès
- Championne du monde : 2003 et 2007
- Championne d'Europe : 2001 et 2005
- Vainqueur de l'Algarve Cup : 2006
- Médaille de bronze aux Jeux olympiques : 2000 et 2004
- Vainqueur de la Coupe UEFA féminine : 2002 et 2006
- Championne d'Allemagne : 1999, 2001, 2002, 2003, 2005 et 2007
- Vainqueur de la Coupe d'Allemagne : 1999, 2000, 2001, 2002, 2003 et 2007

## Distinction personnelle
- Élue troisième meilleure joueuse au monde en 2006 par la FIFA.